# Sítio Arqueológico Fazenda Santa Dalmácia
Sítio Arqueológico Fazenda Santa Dalmácia é um conjunto de ruínas remanescentes da redução jesuítica de San Joseph (missão jesuítica de San Joseph, como era chamado pelos portugueses), localizada próximo ao distrito da Prata, no município de Cambé, região norte do estado brasileiro do Paraná.
Fundada em 1625 por padres espanhóis (entre eles, Antonio Ruiz de Montoya e Simón Mascetta) na então Província espanhola de del Guayrá para ser um entreposto entre as reduções de Francisco Javier e San Ignacio de Loreto, a redução foi destruída em 1631 por uma missão Bandeirante sob ordem da Coroa Portuguesa.
No fim da década de 1980 a redução foi descoberta, quando implementos agrícolas preparavam o terreno para a plantação de soja e anunciada a comunidade em julho de 2011, na IX Reunião de Antropologia do Mercosul realizada em Curitiba.
O trabalho de prospecção do sítio arqueológico foi realizado pelos arqueólogos Miguel Gaissler e Oldemar Blasi.

## Ver Também
- Missões jesuíticas no oeste do Paraná